# Axayácatl azték uralkodó
Axayácatl (1450 – 1481) az Azték Birodalom hatodik uralkodója (Hueyi Tlatoani) volt, 1469 és 1481 között. Nevének jelentése „vízálarcos” vagy „akinek víz van az arcán”, jelképe is egy olyan férfiarc, amelyből víz folyik ki.

## Élete
1450-ben született két korábbi azték uralkodó unokájaként: anyja I. Moctezuma lánya, Atotoztli volt (bár vannak olyan források, amelyek ezt kétségbe vonják, és azt állítják, hogy egy Huitzilxochitzin nevű tacubai nő szülte), apja pedig Itzcóatl fia, Tezozómoc. Neki magának számos felesége volt, fiai között van két későbbi uralkodó, II. Moctezuma és Cuitláhuac is.
Még húszéves sem volt, amikor trónra lépett, ezzel pedig az összes közül a legfiatalabb azték uralkodóvá vált. Elődeinek többségével ellentétben ekkor még tapasztalatlan volt, az őt megválasztó testület viszont alkalmasnak, rátermettnek látta a birodalom vezetésére. 12 évnyi uralkodását az állandó háborúskodások jellemezték, de mivel Axayácatl kiváló hadvezér volt, ezért ezek a katonai konfliktusok leggyakrabban az aztékokat is magába foglaló hármas szövetség győzelmével végződtek. Már megválasztása után, de trónra lépése előtt győzedelmes hadjáratot vezetett Tecuantépec ellen, ahol csapdába csalta az ellenséget, és számos foglyot is ejtett, akiket beiktatási ünnepségén feláldoztak. Hadjáratokat vezetett később Oaxacába és a Mexikói-öböl térségébe is, legnagyobb győzelmüknek pedig azt tekintik, amikor 1473-ban Tlatelolcót is sikerült leigázniuk. Ez alkalommal állítólag maga Axayácatl volt az, aki egy közvetlen összecsapás során megölte a tlatelolcóiak vezetőjét, Moquíhuixt. Ezzel a sikerrel nemcsak megszabadultak egy erős és fenyegetően közeli ellenségtől, hanem megszerezték az ottani kereskedelmi struktúrát is, sőt, sikerült megszilárdítani a tacubai Totoquihuaztli és a tetzcocói Nezahualcóyotl halála miatt bizonytalanabbá vált hármas szövetséget is. A korábban Tlatelolcót támogató helyi urak közül sokat kivégeztek, és helyükre azték kapcsolatokkal rendelkező nemeseket ültettek. Nem minden hadjárat végződött azonban győzelemmel: Axayácatl ideje alatt szenvedték el az aztékok első nagy vereségüket is, méghozzá a nyugaton, a Michoacán területén élő taraszkóktól.